# Транспорт в Кабо-Верде
В Кабо-Верде в основном используется воздушный транспорт. Между крупными островами (Сантьягу, Сал и Сан-Висенте) имеются регулярные рейсы, реже — на другие острова. Доступен водный транспорт, который используется менее широко. В крупных городах периодически ходит общественный автобусный транспорт и распространены такси. Железнодорожный транспорт отсутствует.

## Аэропорты
Основная статья — Список аэропортов Кабо-Верде
В стране действуют 7 аэропортов, включая 4 международных:
- Международный аэропорт имени Амилкара Кабрала на острове Сал, действует с 1939 года.
- Международный аэропорт имени Нельсона Манделы на острове Сантьягу, действует с 2005 года.
- Международный аэропорт имени Аристидиша Перейры на острове Боа-Вишта, международные рейсы с 2007 года.
- Международный аэропорт имени Сезарии Эвора на острове Сан-Висенте, открыт в 1960 году, статус международного с 2009 года.

Общий пассажиропоток в 2017 году составил 1 556 442 человек. Международные рейсы осуществляются в Амстердам, Мюнхен, Париж, Форталезу, Бостон, Милан, Рим и другие города.

## Наземный транспорт
Дорожная сеть Кабо-Верде находится в ведении национального правительства (Instituto de Estradas) и муниципалитетов. Общая протяженность дорожной сети составляет 1650 км, из них 1113 км дорог государственного значения и 537 км муниципальных дорог. При этом только 36 % дорог в стране заасфальтированы.

## Морской транспорт
Для перемещения между островами курсирует несколько паромов с более низкими тарифами, чем у авиакомпаний. Их обслуживают различные независимые судоходные компании. Прая на острове Сантьяго является основным узлом паромного сообщения с другими островами.
Минделу на Сан-Висенте является главным портом для круизных лайнеров. Через порт Палмейра на острове Сал осуществляется поставка топлива для главной воздушной гавани острова, международного аэропорта Амилкара Кабрала. Порту-Ново на острове Санту-Антан является единственным портом для импорта и экспорта продукции с острова, а также пассажирских перевозок после закрытия взлетно-посадочной полосы в Понта-ду-Сол. Также имеются небольшие гавани или пристани в Таррафал-де-Сан-Николау на острове Сан-Николау, Сал-Рей на острове Боа-Вишта, Вила-ду-Маю (Порто-Инглес) на острове Маю, Сан-Филипе на острове Фогу и Фурна на острове Брава.